# 野崎一
野崎一（日语：／ Nozaki Ichi，1922年1月1日—2019年9月25日）是日本有機化學家，也是野崎–檜山–岸反應的發現者之一。曾任京都大學的榮譽退休教授。

## 生平
野崎一出生於岡山縣岡山市，1922年在京都大學獲得學士學位和博士學位。

### 貢獻
野崎一是日本戰後經濟奇蹟時期有機化學學術界的領袖之一。
- 與野依良治使用手性過渡金屬配體發現了第一種不對稱催化（氫化）的例子[4][5]。
- 基於羧酸的碳陽離子的萜烯合成
- 野崎-檜山-岸反應

### 著名學生
- 野依良治：2001年諾貝爾化學獎得主[6]。
- 岸義人：哈佛大學教授。

## 榮譽
- 日本化學會（CSJ）獎（1979年）
- 恩賜獎（1986年）
- 紫綬褒章（1986年）
- 瑞寶章（1992年）
- 日本有機合成化學特別獎（1993年）
- 日本學士院會員（1999年）

## 外部連結
- 野崎 一 Hitoshi Nozaki | Chem-Station (ケムステ) （页面存档备份，存于）